# 莫諾納縣 (愛阿華州)
莫諾納县（英語：Monona County）是美國愛阿華州西部的一個縣，西隔密蘇里河與內布拉斯加州相望。面積1,810平方公里。根據美國2000年人口普查，共有人口10,020人。縣治奧納瓦 （Onawa）。
成立於1851年1月15日，縣政府成立於1854年4月3日。縣名來自優庫語 monachi 一詞 （「食蠅者」的意思）。。